# Línea del horizonte

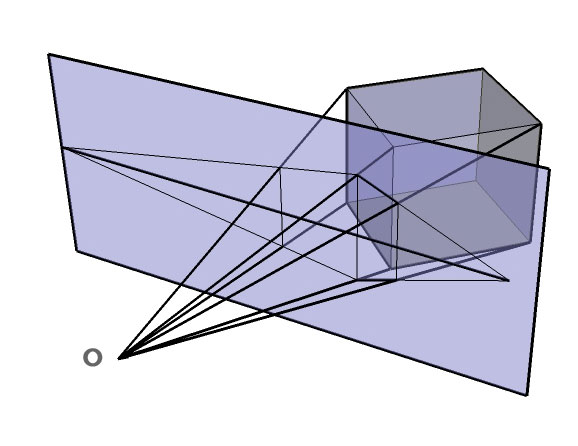
Proyección cónica.

La línea del horizonte, en un sistema de proyección cónica, es el lugar geométrico en el cual se encuentran todos los puntos de fuga de las proyecciones de las rectas horizontales en el espacio. Es una recta sobre el plano de proyección, resultado de la intersección del plano de proyección con un plano horizontal que pasa por el origen o punto de vista del sistema proyectivo........
Un ejemplo intuitivo de línea del horizonte es la línea que divide el mar del cielo en una vista panorámica en la costa.
Sobre la línea del horizonte se suelen definir los siguientes puntos:
- Centro visual: También llamado punto de fuga central (PFC), punto de vista (PV), punto de fuga principal (PFP), o simplemente P, es el punto más cercano sobre el plano del cuadro frente al punto de vista (O). Se encuentra en la perpendicular del punto de vista sobre el plano de cuadro.
- Punto de distancia (D o PD): Es un punto que se sitúa a la misma distancia de P que la que existe desde el origen O al plano de proyección. Es el punto de fuga de todas las rectas horizontales que forman 45° con el plano del cuadro, y es útil para obtener mediciones el punto de fuga también es una forma de hacer que la figura se vea en otra dimensión

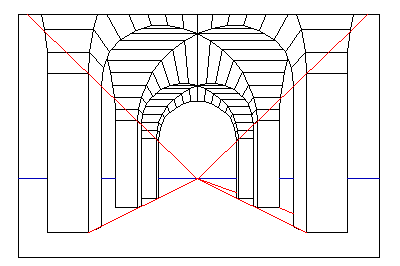
Un punto de fuga central en la línea del horizonte.
Dos puntos de fuga en la línea del horizonte.
Tres puntos de fuga, dos en la línea del horizonte y un tercero fuera de ella.

- Datos: Q5987908